# Плезант-Гілл (Пенсільванія)
Плезант-Гілл (англ. Pleasant Hill) — переписна місцевість (CDP) в США, в окрузі Лебанон штату Пенсільванія. Населення — 2926 осіб (2020).

## Географія
Плезант-Гілл розташований за координатами 40°20′12″ пн. ш. 76°26′55″ зх. д. / 40.33667° пн. ш. 76.44861° зх. д. (40.336791, -76.448658).  За даними Бюро перепису населення США в 2010 році переписна місцевість мала площу 1,94 км², з яких 1,93 км² — суходіл та 0,02 км² — водойми.

## Демографія
Згідно з переписом 2010 року, у переписній місцевості мешкали 2643 особи в 1041 домогосподарстві у складі 702 родин. Густота населення становила 1359 осіб/км².  Було 1078 помешкань (554/км²).
Расовий склад населення:
| - 78,8 % — білих - 7,0 % — чорних або афроамериканців - 2,9 % — азіатів - 0,5 % — корінних американців - 6,7 % — осіб інших рас |

До двох чи більше рас належало 4,2 %. Частка іспаномовних становила 21,6 % від усіх жителів.
За віковим діапазоном населення розподілялося таким чином: 30,4 % — особи молодші 18 років, 59,6 % — особи у віці 18—64 років, 10,0 % — особи у віці 65 років та старші. Медіана віку мешканця становила 31,6 року. На 100 осіб жіночої статі у переписній місцевості припадало 86,9 чоловіків;  на 100 жінок у віці від 18 років та старших — 81,0 чоловіків також старших 18 років.
Середній дохід на одне домашнє господарство  становив 52 480 доларів США (медіана — 52 500), а середній дохід на одну сім'ю — 52 227 доларів (медіана — 53 561). Медіана доходів становила 50 670 доларів для чоловіків та 41 250 доларів для жінок. За межею бідності перебувало 22,4 % осіб, у тому числі 36,4 % дітей у віці до 18 років та 3,9 % осіб у віці 65 років та старших.
Цивільне працевлаштоване населення становило 1264 особи. Основні галузі зайнятості: освіта, охорона здоров'я та соціальна допомога — 26,6 %, виробництво — 19,4 %, мистецтво, розваги та відпочинок — 12,4 %, публічна адміністрація — 10,2 %.